# Iglesia de San Mauricio (Lille)
La iglesia [de] San Mauricio (en francés: église Saint-Maurice) es una iglesia de Francia de origen medieval ubicada en la rue de Paris, en el centro histórico de Lille.
Es una iglesia de salón de estilo gótico y neogótico, que ha sido objeto de una clasificación al título de monumento histórico de Francia, parte de la primera lista de monumentos históricos del país, la lista de monumentos históricos de 1840, que contaba con 1034 monumentos. El lugar es accesible desde las estaciones de metro Gare Lille-Flandres y Rihour.

## Historia
Situada sobre un asentamiento galorromano llamado Fins, y probablemente sobre las ruinas de un lugar de culto dedicado a Marte, como prueban la falta de orientación de la iglesia y la dedicación a San Mauricio, único en la diócesis de Tournai, así como el nombre de Fins del latín fines, 'frontera'. Este pueblo de Fins es mencionado en el Mallus Publicus de 875, acta de un tribunal condal.
La primera mención escrita de la iglesia es el acta de creación de la colegiata de San Pedro en 1066, en la que los ingresos del altar de San Mauricio de Fins se destinan a ella. Las iglesias anteriores no son conocidas.

## Arquitectura
La iglesia presenta hoy en día:

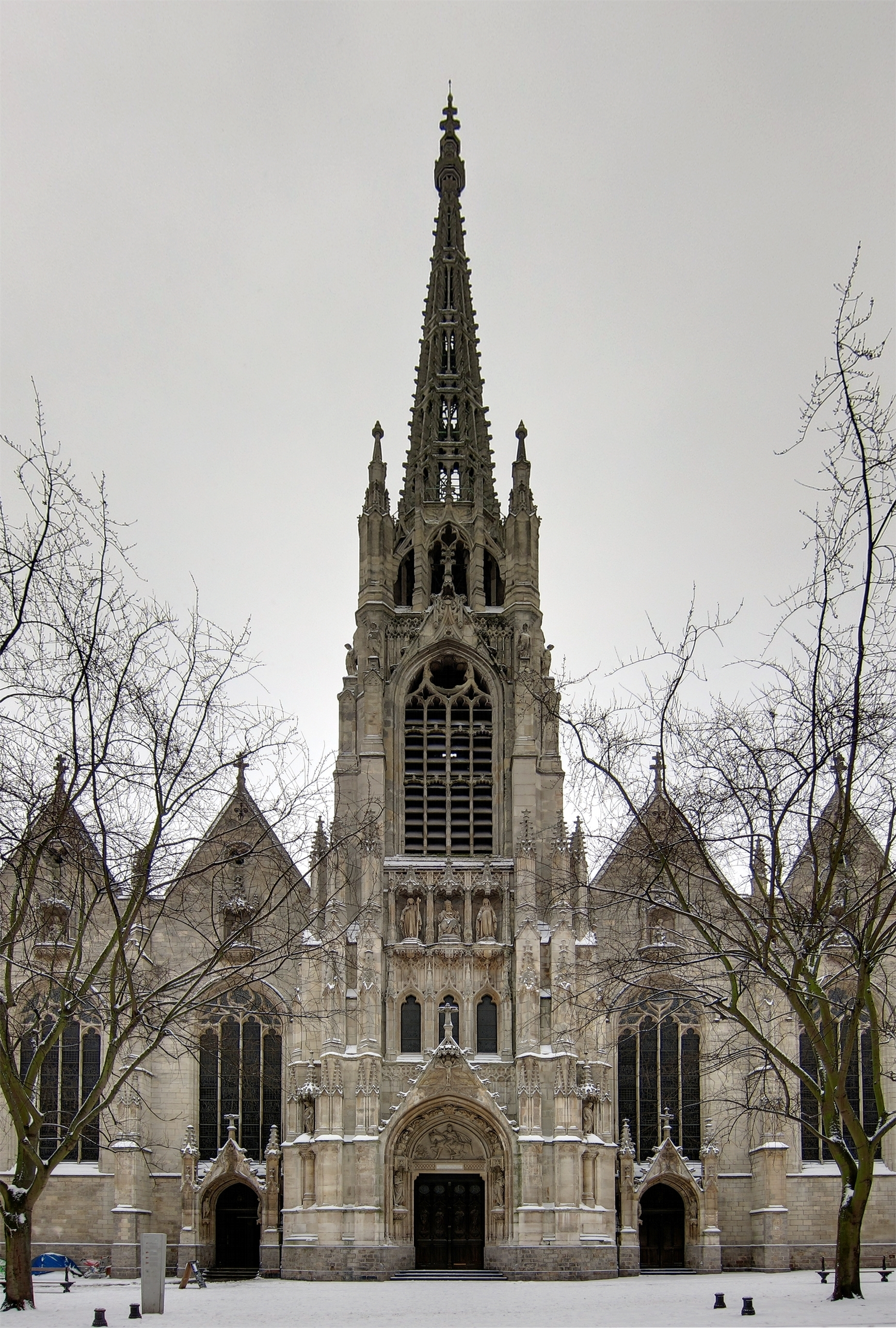
La fachada de San Mauricio

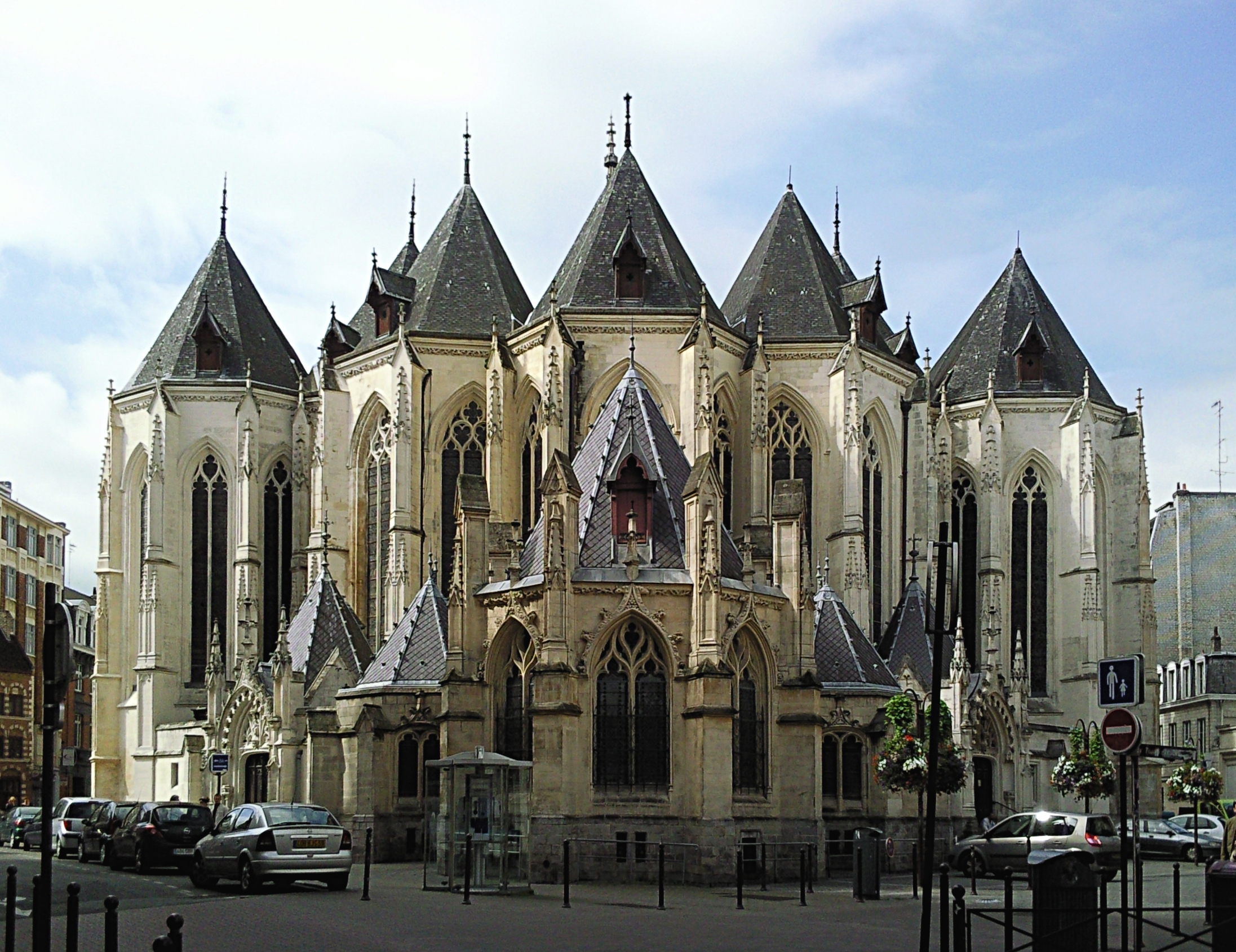
Vista de la cabecera.

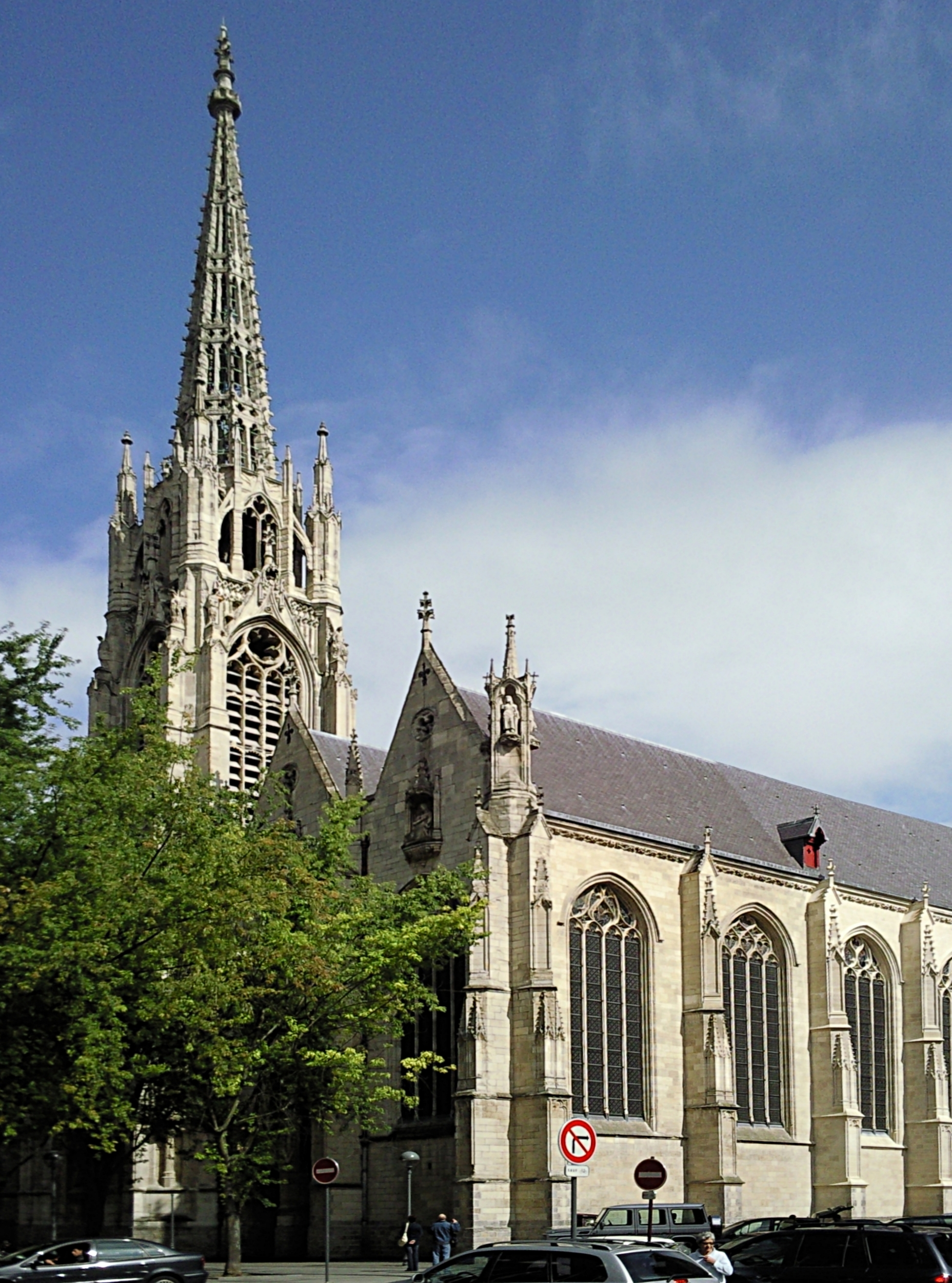
Vista lateral

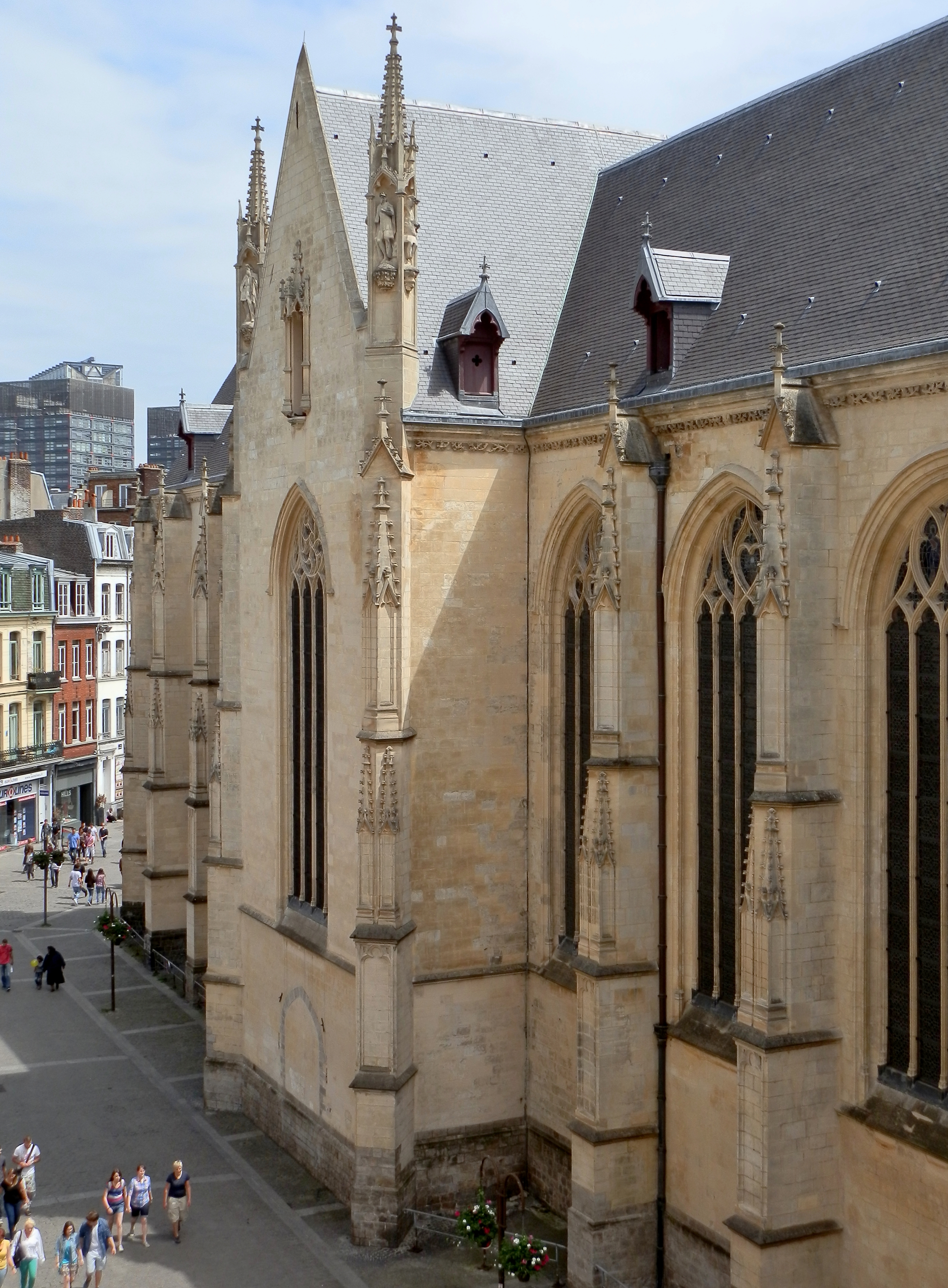
Vista de la fachada del transepto

- una larga nave de siete tramos con dobles naves laterales y una torre en la obra;
- un transepto apenas sobresaliente de cinco tramos;
- un coro de tres tramos con cabecera de cinco lados, con naves laterales;
- cuatro capillas laterales;
- un deambulatorio integrado con tres capillas radiantes.

Es del tipo de iglesia de salón, y el edificio tiene un único nivel de alzado y todas las naves tienen la misma anchura y altura.
La torre termina en una flecha de piedra perforada. La decoración interior flamígera es sobria: los soportes interiores principales son columnas con capiteles con dos filas de hojas de col rizada. La planta de la cabecera es original: el deambulatorio está unido a las capillas radiantes por el mismo abovedamiento y el muro del fondo forma una especie de pantalla completamente calado. Esta parte está inspirada en la antigua colegial de Saint-Pierre de Lille (destruida durante la Revolución). El hecho de combinar, a finales de la Edad Media, la estructura económica de una iglesia de salón con un deambulatorio es extremadamente raro.

Detalles de los exteriores
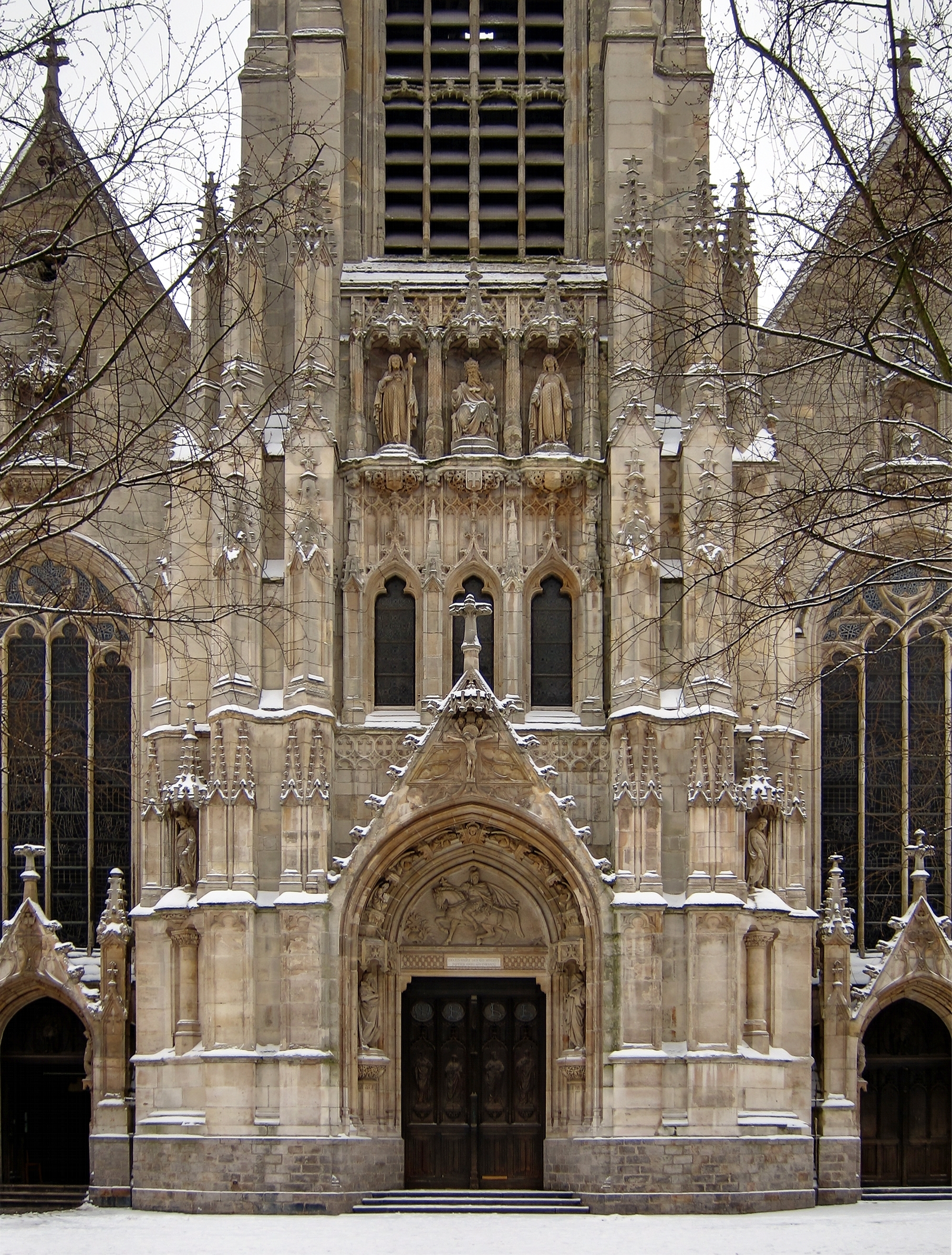
Porche
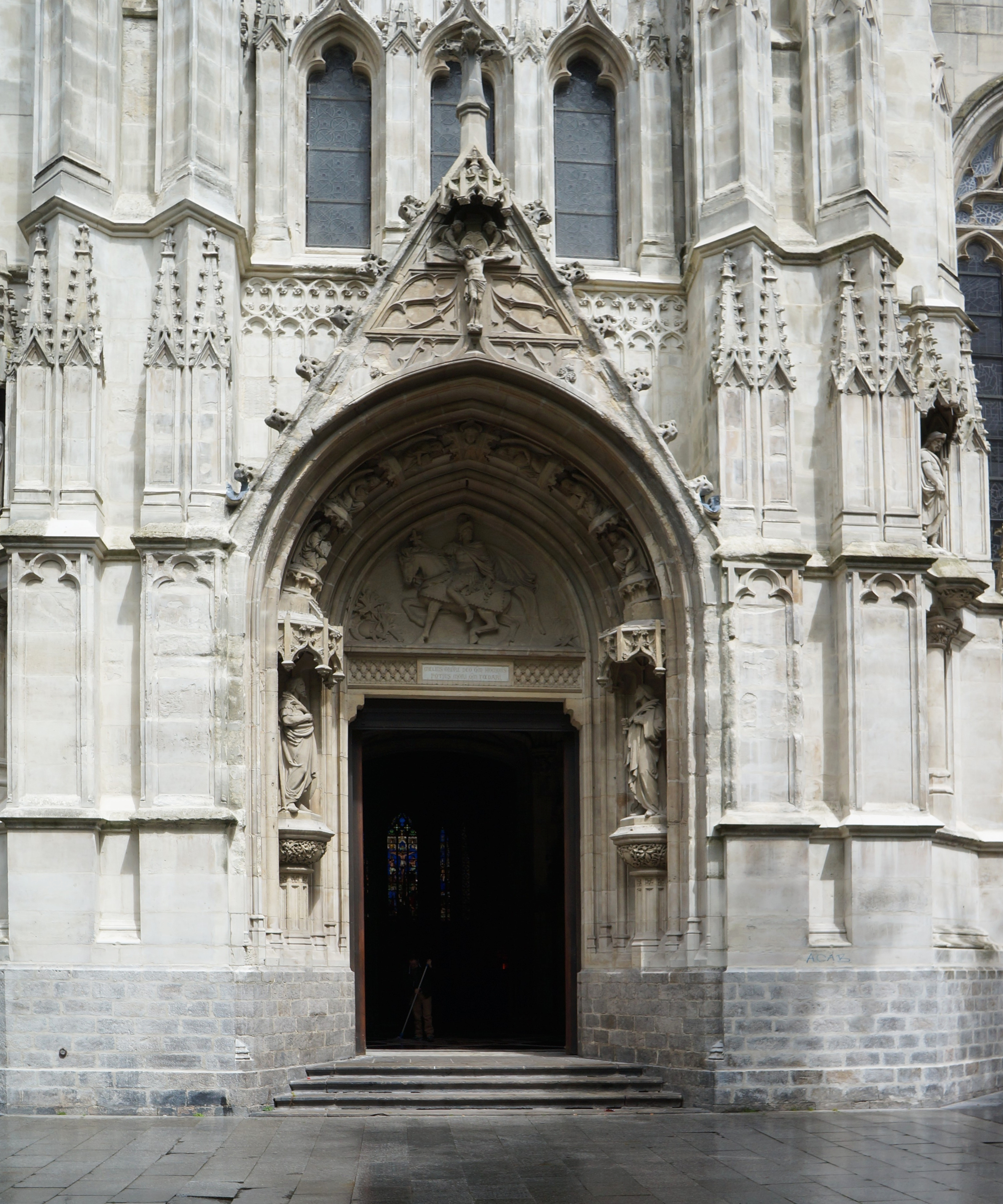
Portal
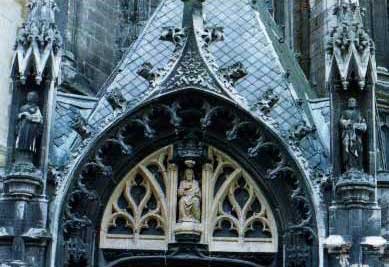
Detalle de estatua del dintel de puerta trasera

### Construcción
La construcción de la iglesia actual, comenzada a finales del siglo XIV y completada al final del siglo XIX, abarca más de cuatro siglos
Los dos últimos tramos de la nave y los tres tramos centrales del transepto se remontan al final del siglo XIV. El coro, con naves terales, las capillas laterales orientales (ahora dedicadas a la Virgen y a San José), deambulatorio y capillas radiantes, fueron construidos desde 1421 hasta 1431. La nave fue ampliada hacia el oeste y se construyó una torre durante el siglo XV. La torre, muy destartalada, será destruida al comienzo del siglo XIX.
Alrededor de 1500, el transepto se alargó para alcanzar sus dimensiones actuales. En los siglos XVI y XVII se agregaron las capillas laterales a la nave central y al coro (de 1539 a 1544, en el lado norte, y de 1621 a 1660, en el lado sur a más tardar). Las bóvedas, planeadas desde el principio, no fueron construidas hasta 1615-1623. Al mismo tiempo, la nave se sobrelevó a la altura del coro y un pequeño cimborrio de madera, fuente de luz, se erigió en la intersección del crucero. Esta torre cimborrio se retiró en 1805 y se reemplazó por el «parapluie» ('paraguas').
En el siglo XIX, Philippe Cannissié (1779-1877), arquitecto de la ciudad (1849-1867), dirigió su restauración hasta su muerte. El monumento debe a su intervención su aparente homogeneidad. Cannissié construyó las sacristías, erigidas al este del edificio entre 1859 y 1863, y los tres tramos occidentales de la nave con el campanario (1867-1877). La iglesia se benefició de una última ampliación en el siglo XIX ya que debía ser promovida a catedral de Lille; lo cual no se hizo porque el proyecto se cambió pora la construcción de la catedral de Notre-Dame-de-la-Treille. A continuación, Cannissié añadió también numerosas estatuas en la fachada occidental (1874-1875) debidas a Henri Biebuyck(1835-1907), Félix Huidiez (1841-después de 1906) y Jules-Victor Heyde, los tres escultores de Lille.

Vistas interiores
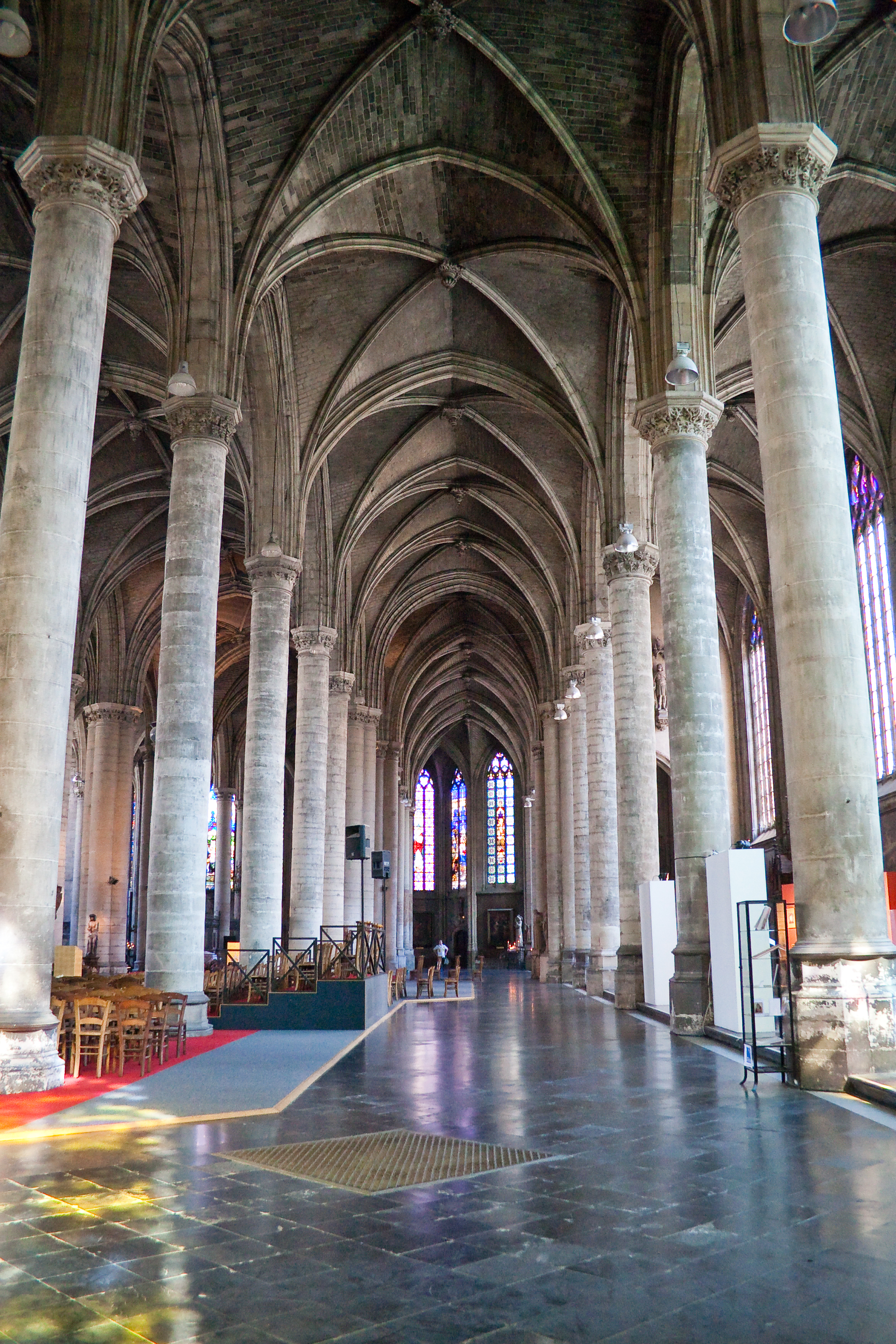
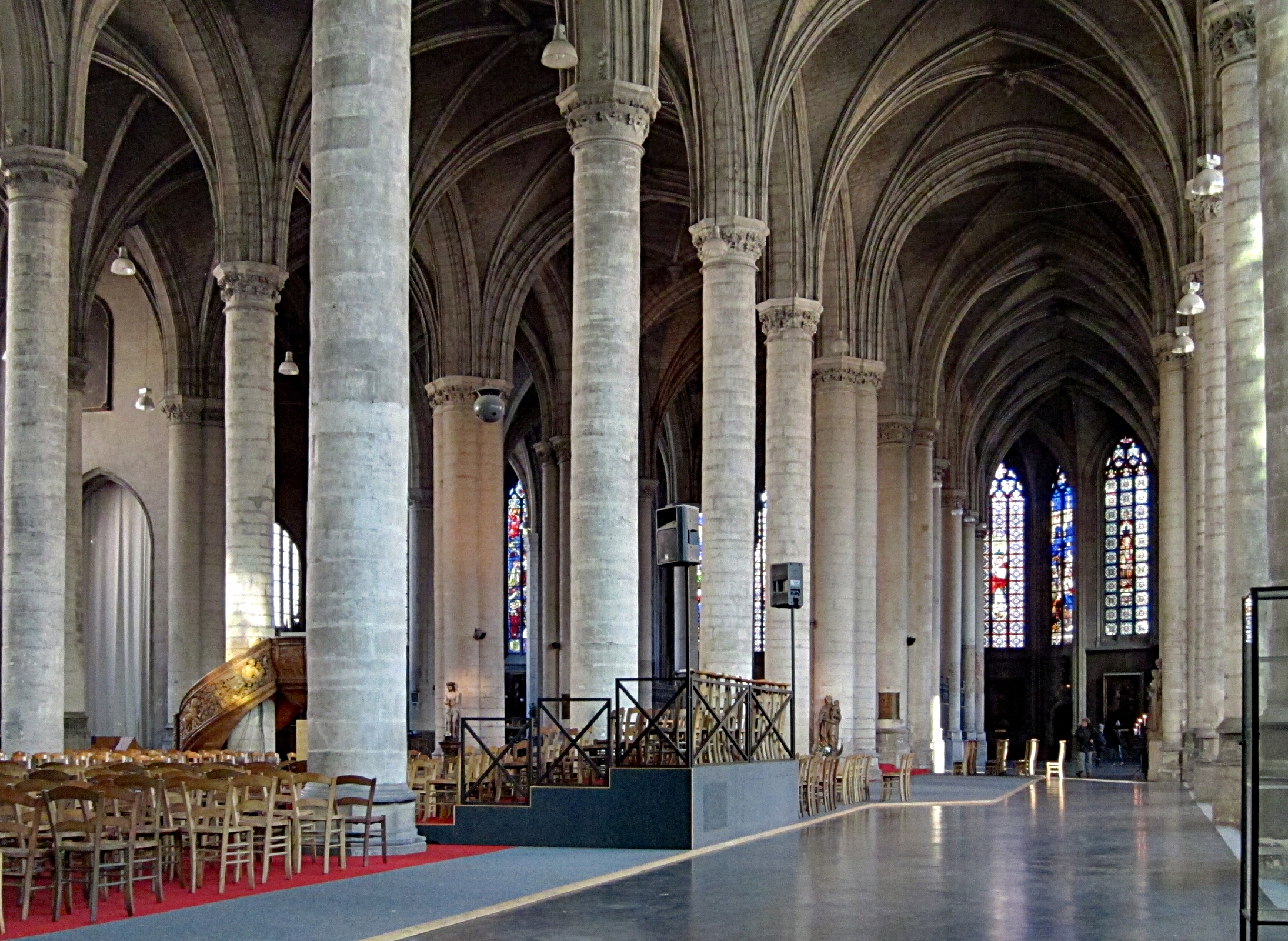
Deambulatorio
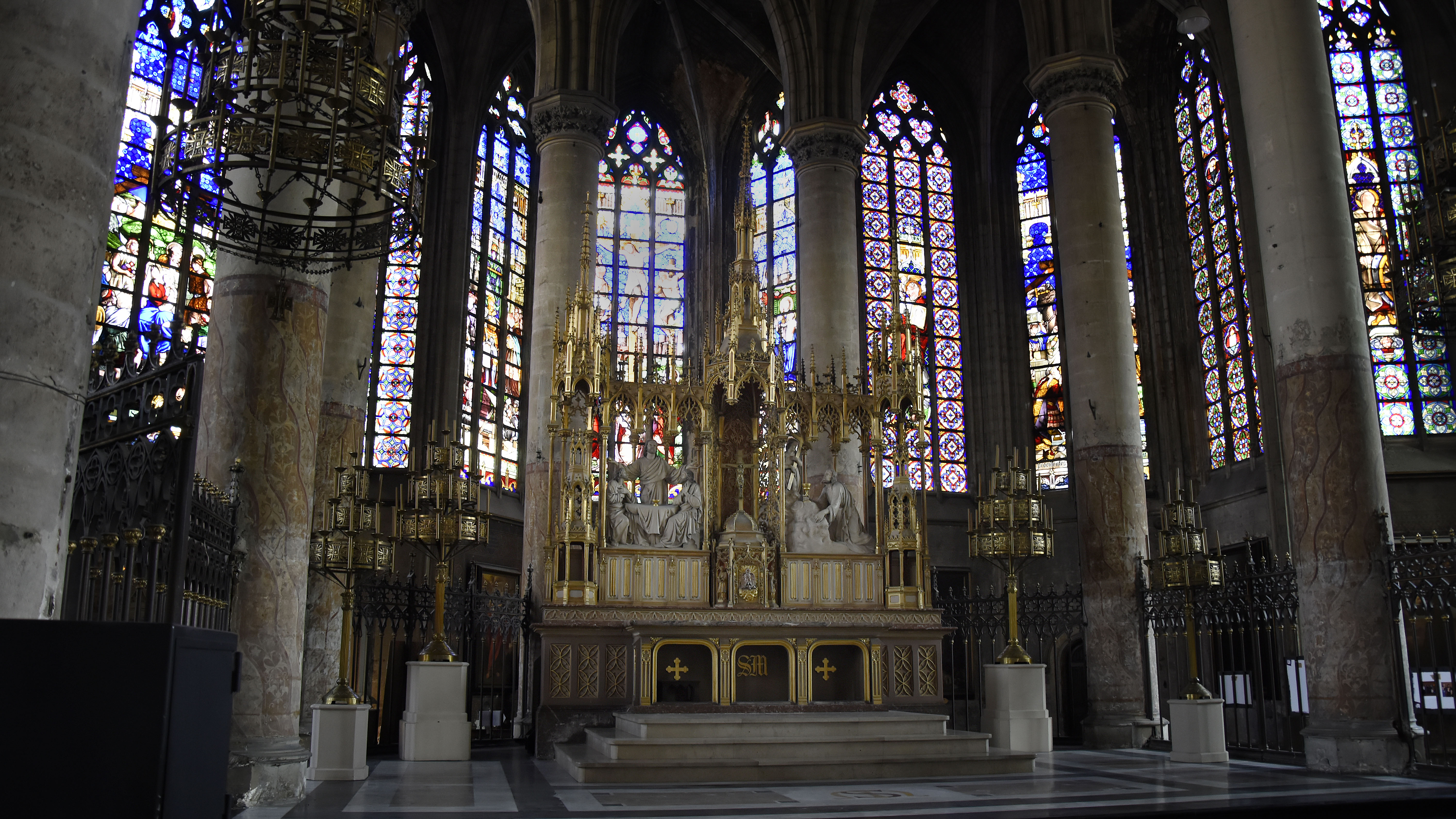
Altar principal
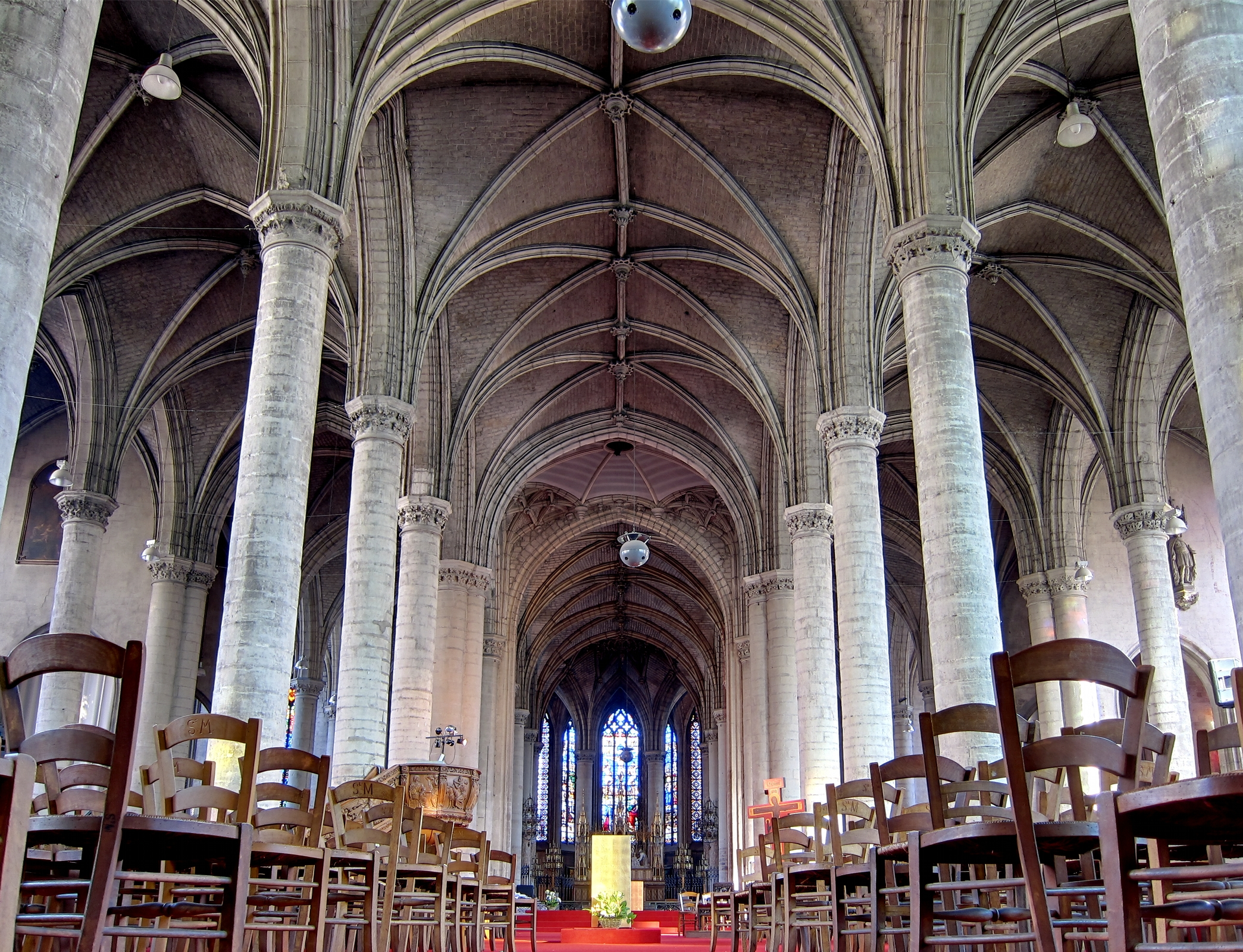
Abovedamientos de las naves

### Renovación
En 2001, se produjo un incendio criminal provocado en la sacristía del sur. La capilla axial del Santo Cura de Ars fue afortunadamente salvada. La reconstrucción idéntica del techo de esta capilla fue el punto de partida de una gran campaña de restauración de la iglesia: la cabecera de la iglesia y la sacristía, luego las fachadas de las naves laterales y finalmente las cubiertas y tejados (en pizarra del País de Gales) en junio de 2010. En 2015, la torre comenzó su restauración después de importantes caídas de piedras. El interior no está restaurado. Las rejas de las ventanas de la cabecera se han mejorado. Por otro lado, sigue habiendo rastros del incendio de 2001: una vidriera rota no se ha cambiado después de varias solicitaciones en el lado norte de la sacristía. Las 3 campanas de la iglesia todavía están en silencio y solo una está actualmente electrificada sin sonar...

### Mobiliario

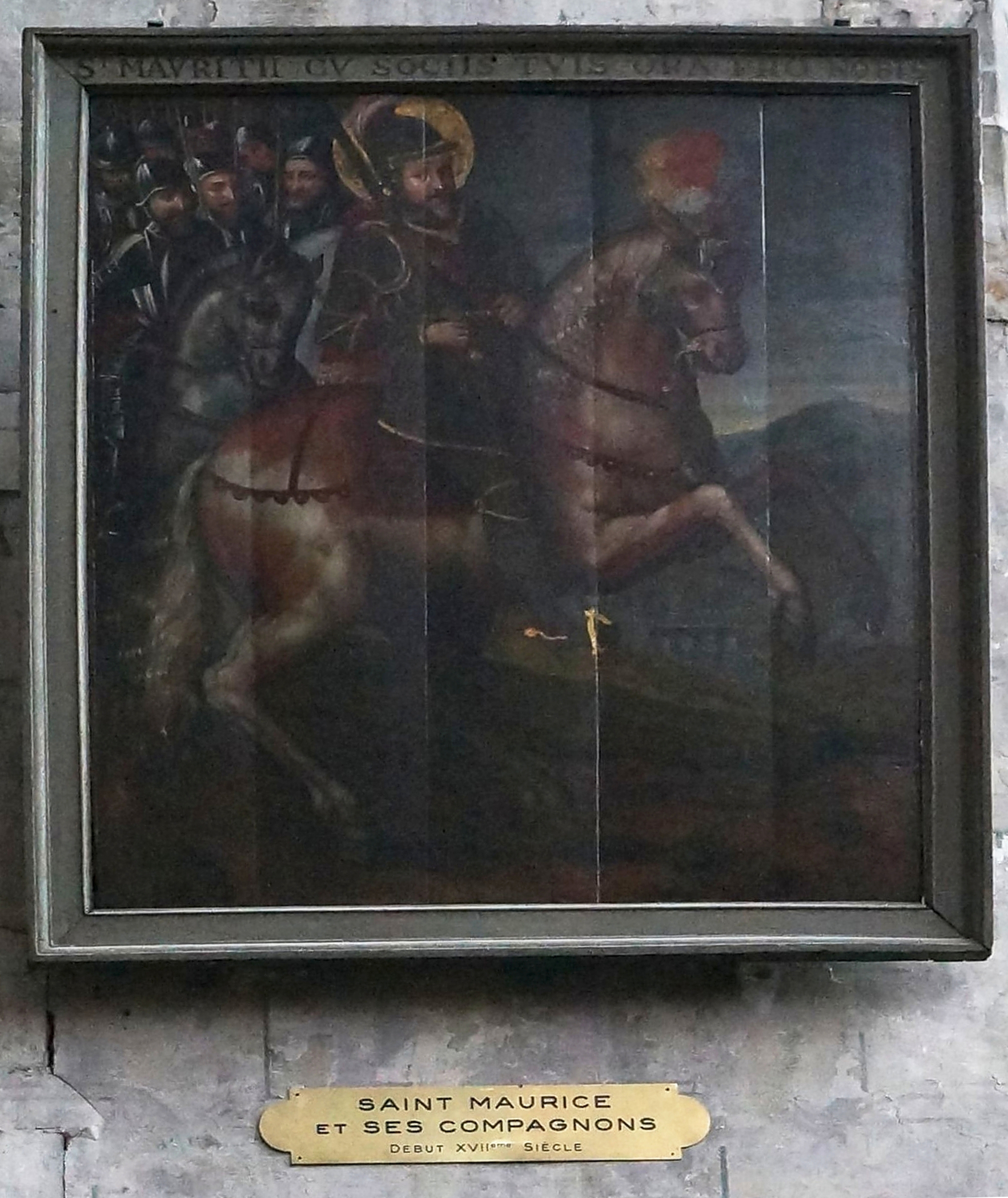
San Mauricio y sus compañeros

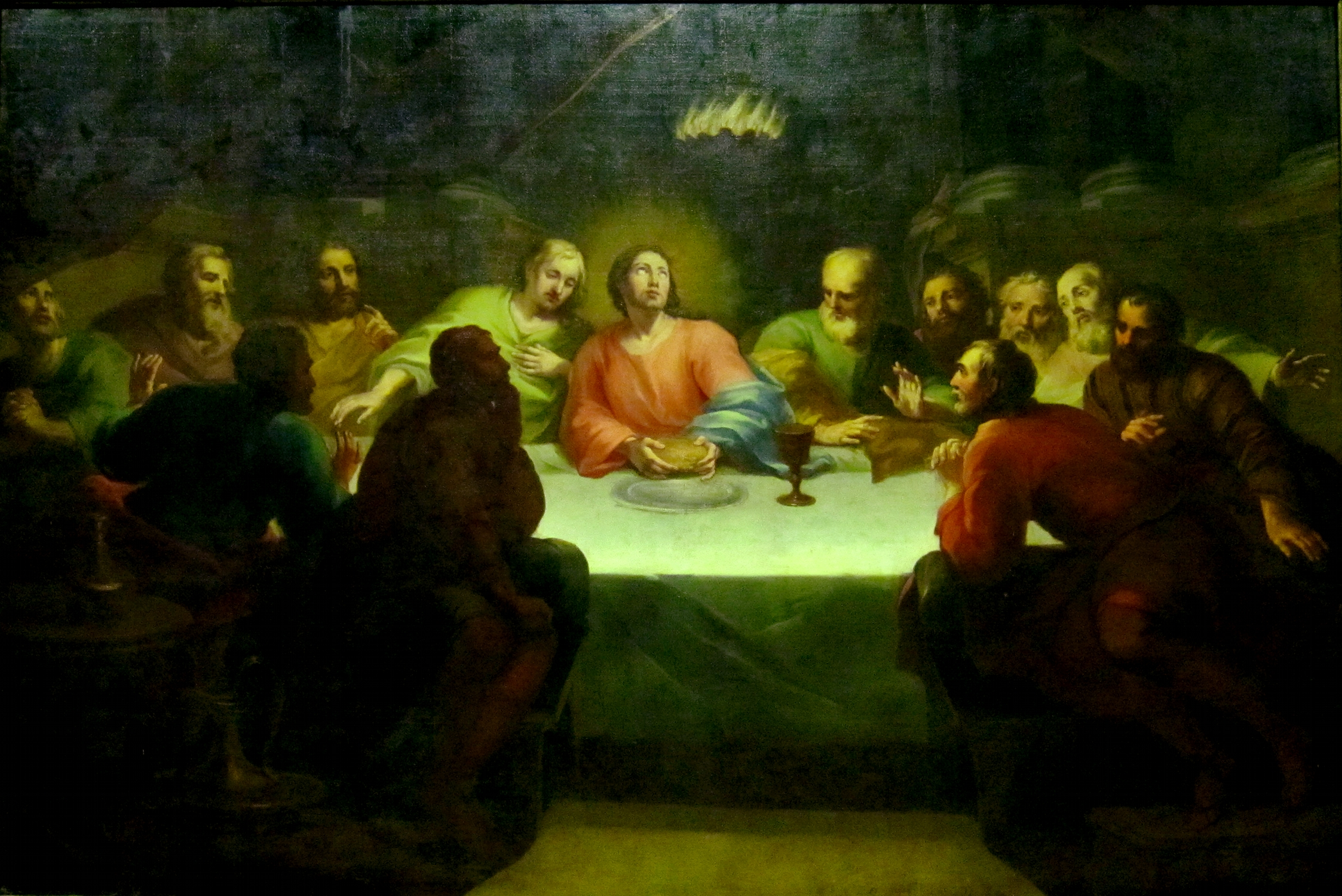
La cena de Joseph Wamps (inicio del)

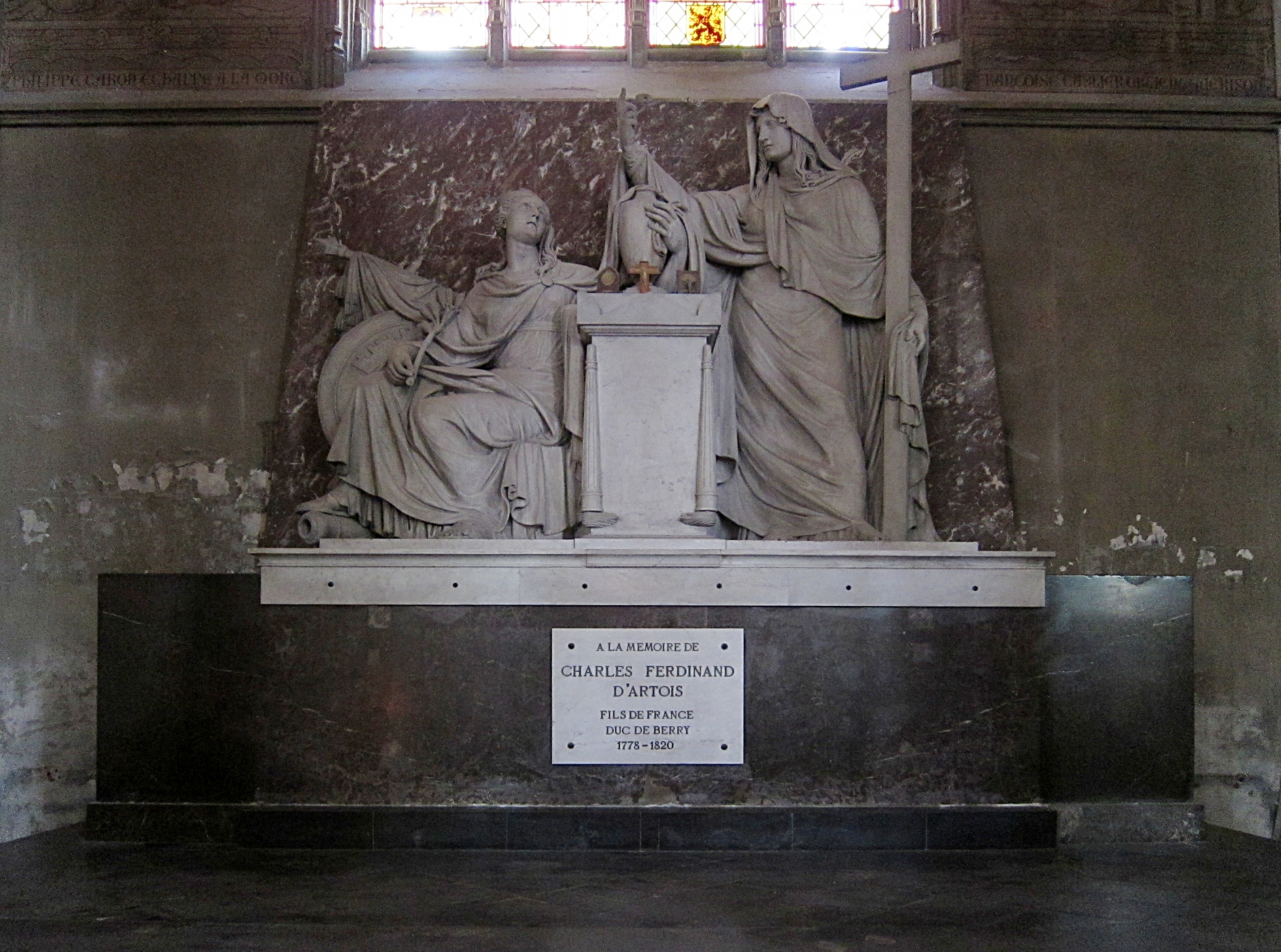
El monumento funerario de Charles Ferdinand d'Artois

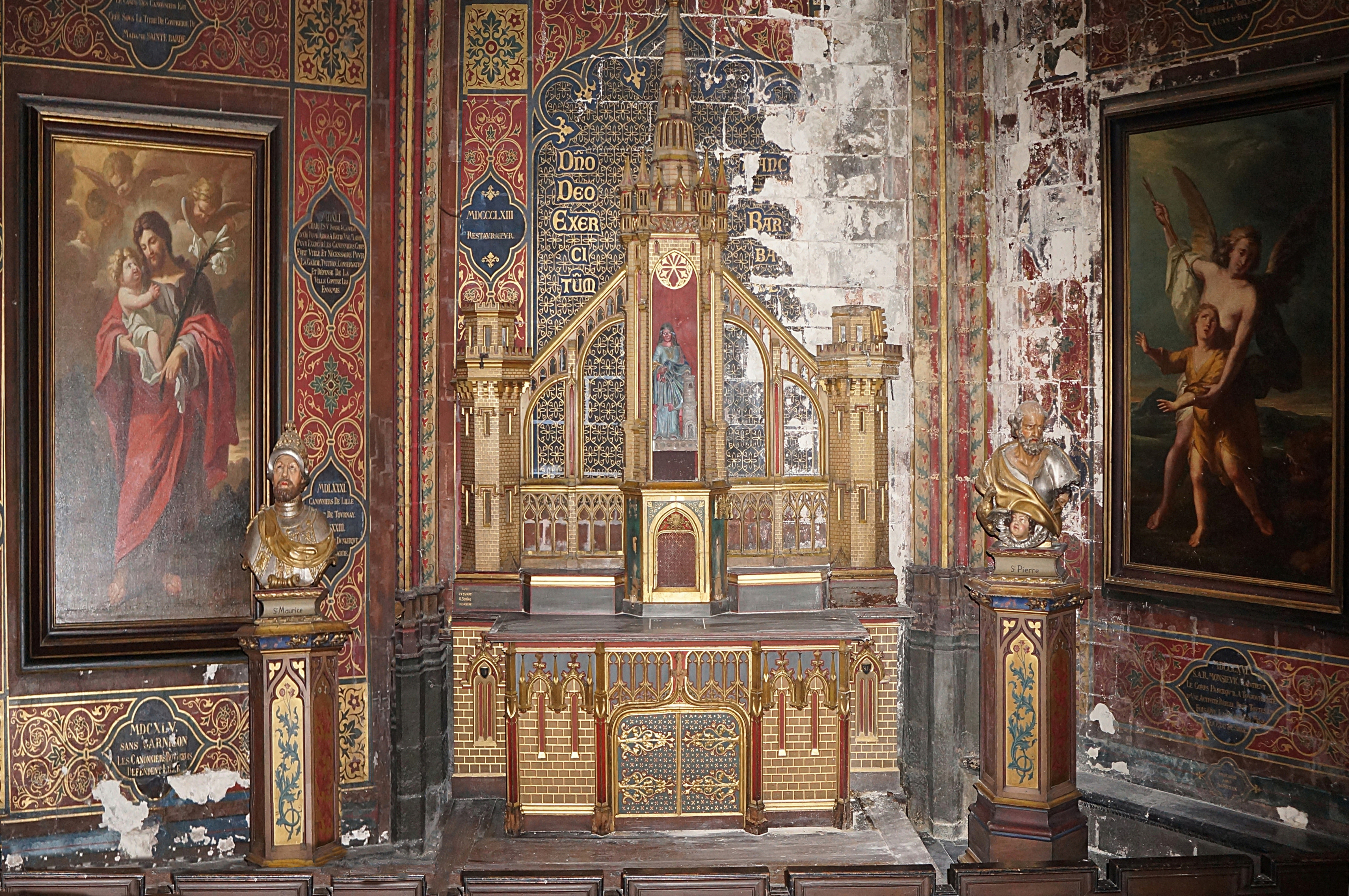
El altar de la cabecera dedicado a Sainte-Barbe

La iglesia fue despojada durante la revolución: las confiscaciones revolucionarias se reunieron en el antiguo convento de los Récollets, rue des arts. Una parte de su mobiliario le fue devuelta al comienzo del siglo XIX. También alberga muchas pinturas de antiguos conventos de la ciudad. Muchas son trabajos de Jakob van Oost el Joven (1639-1713), pintor nacido en Brujas y establecido en Lille de 1668 a 1708 (Transverbération de sainte Thérèse (antes de 1679), La Fuite en Égypte (1697), L’Adoration des Bergers (entre 1697 y 1699), Le Mariage de la Vierge (1699), La Présentation au Temple (1700)). Cuatro pinturas que representan escenas de la pasión (1767-1768) se deben al pintor de Lille Louis Joseph Watteau , llamado de Lille (1731-1798).
También alberga igualmente un monumento al duque de Berry que contiene las vísceras de Charles Ferdinand d'Artois, asesinado en 1820. Fue diseñado por Victor Leplus (1798-1851) y ejecutado por Edme-François-Étienne Gois (1765-1836). Las estatuas de mármol blanco representan, a la izquierda, a la ciudad de Lille y, a la derecha, la Religión.
Durante la restauración dirigida por Philippe Cannissié, la iglesia fue equipada con muebles neogóticos de Charles Buisine-Rigot (1820-1893), el escultor-carpintero más importante de Lille en el momento. También fue equipada con vidrieras entre 1859 y 1861 por Charles Gaudelet (1817-1880), pintor de vidrio de Lille, a partir de los cartones del pintor de Lille Victor Mottez (1809-1897), alumno de Dominique Ingres.
Tres bombardeos en 1914, 1916 y 1942, requirieron la renovación de varias vidrieras, ejecutadas por Pierre Turpin, pintor vidriero de Lille. Por último, en las décadas de 1940 y 1950, el dean A. Vandenabeele renovó parte del mobiliario de estilo neogótico (púlpito, retablo de la Virgen, estatuas de santos).

Algunas pinturas
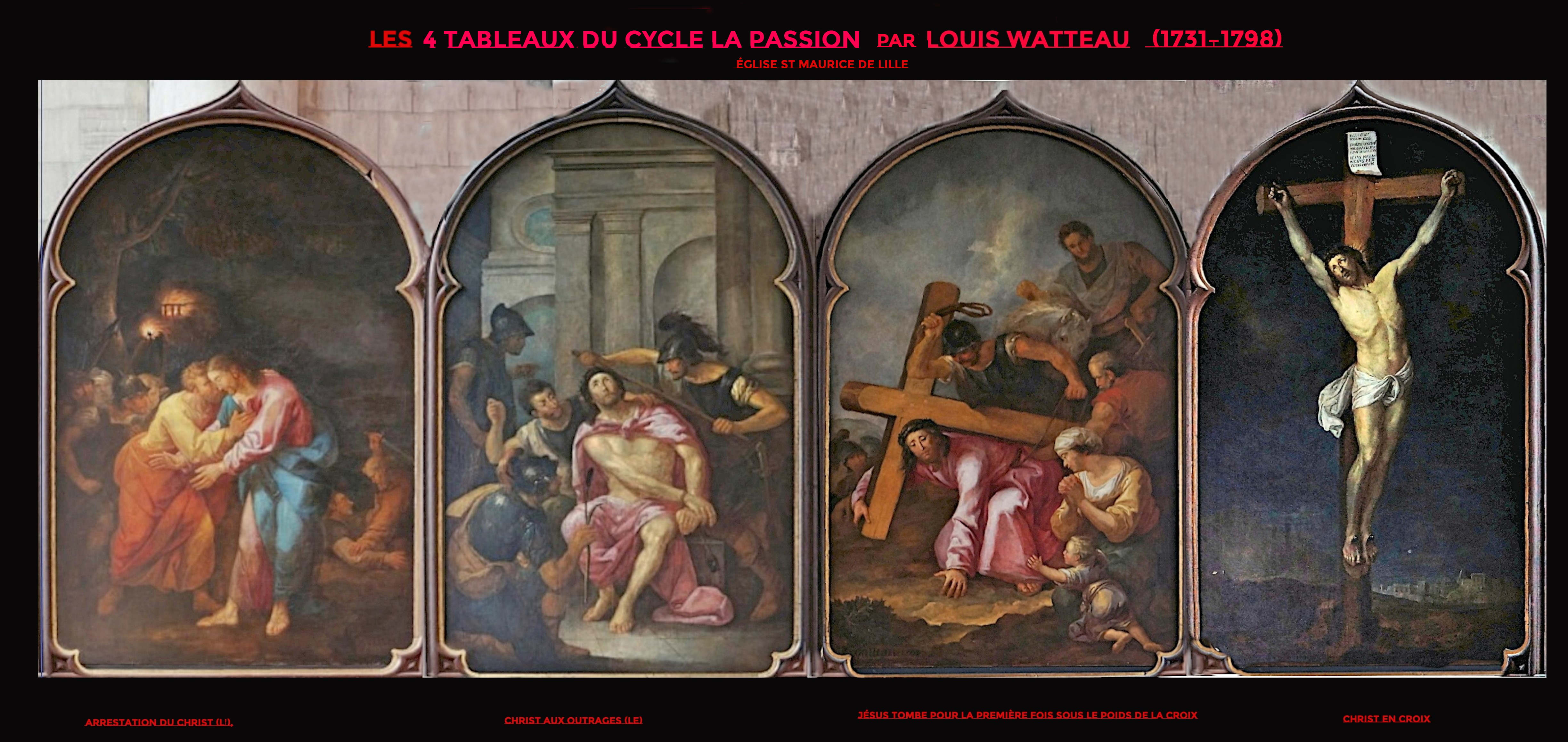

Detalle de las vidrieras
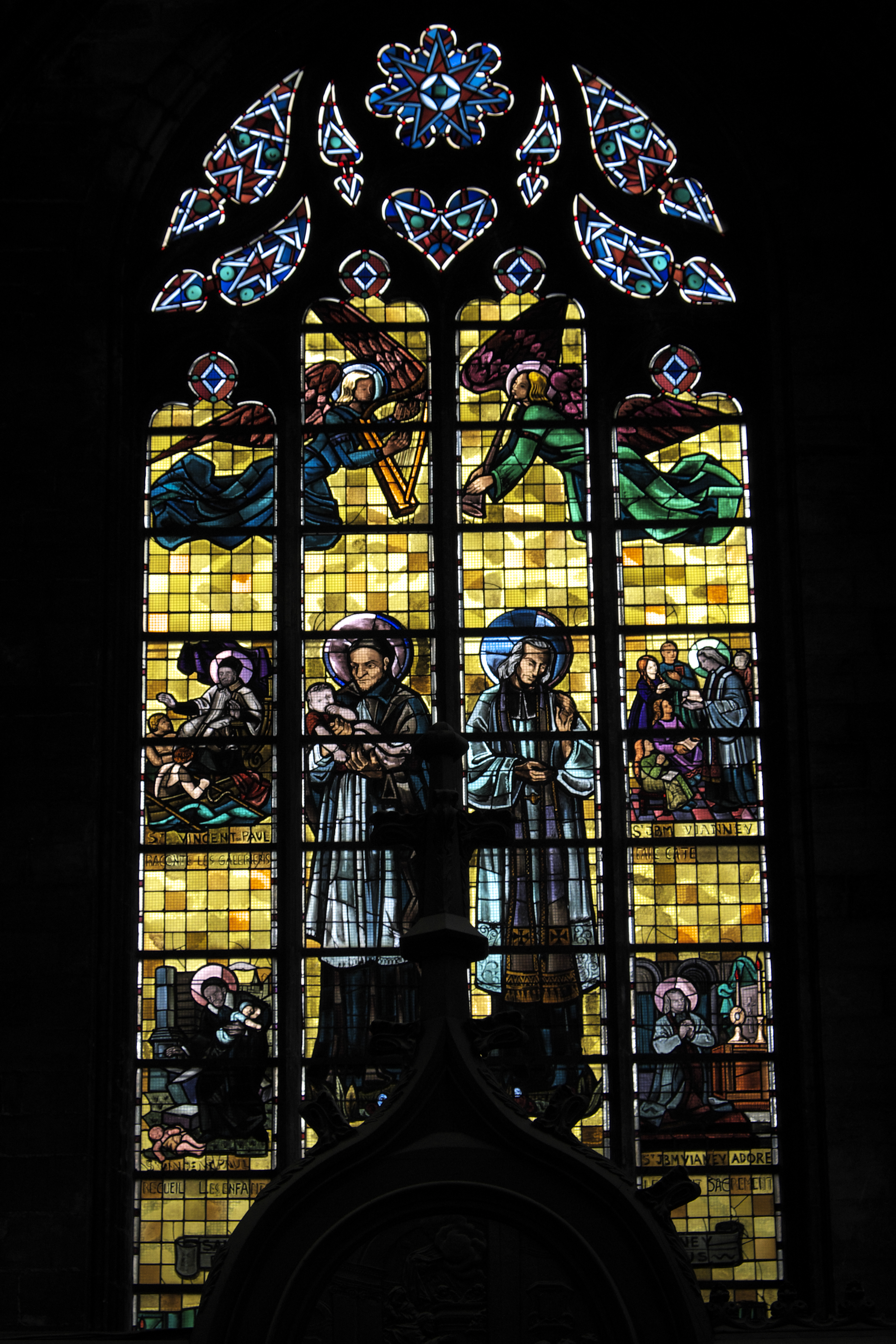
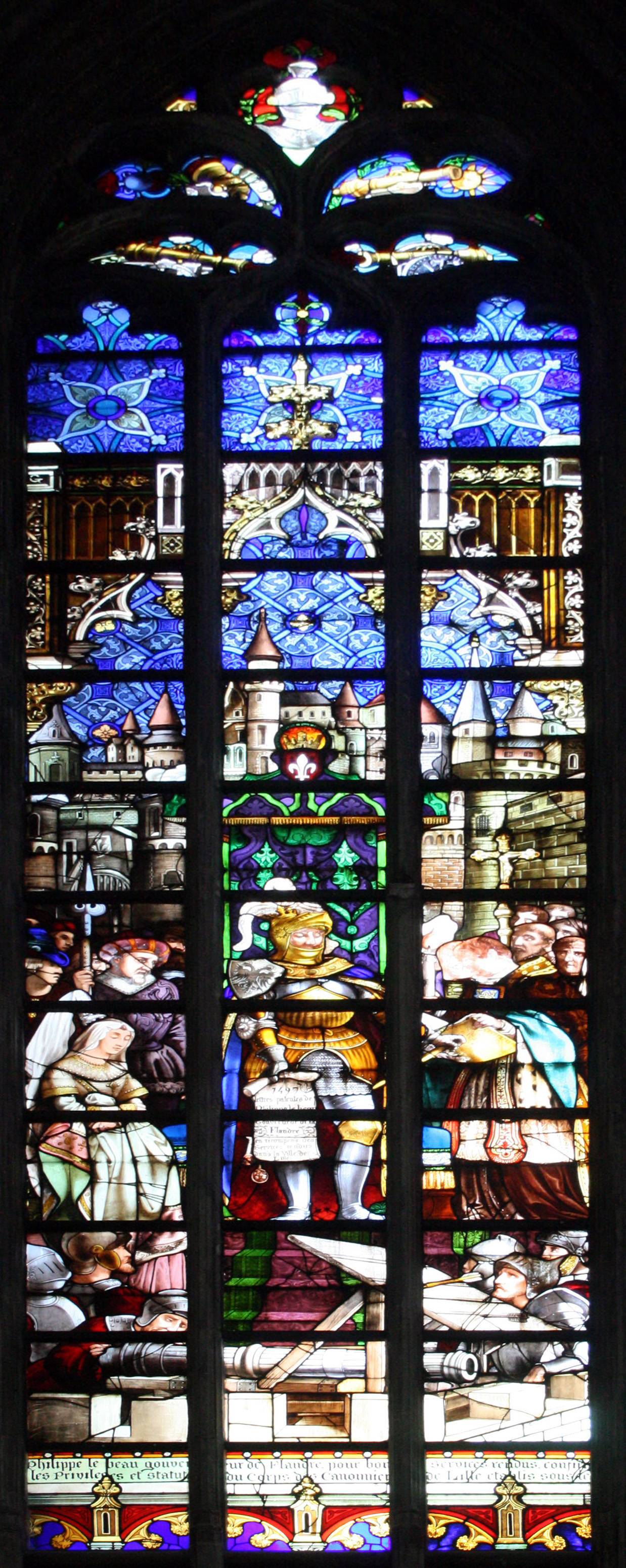
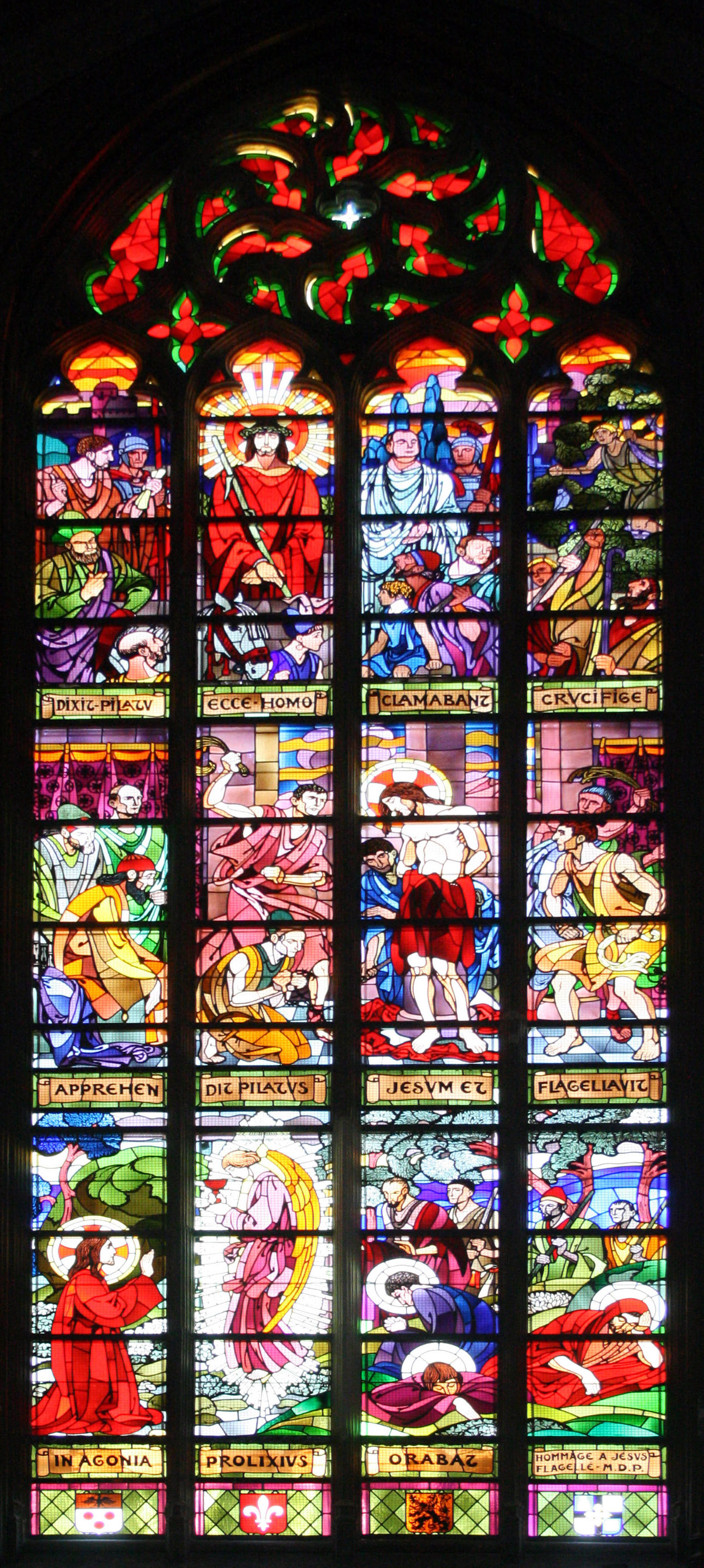
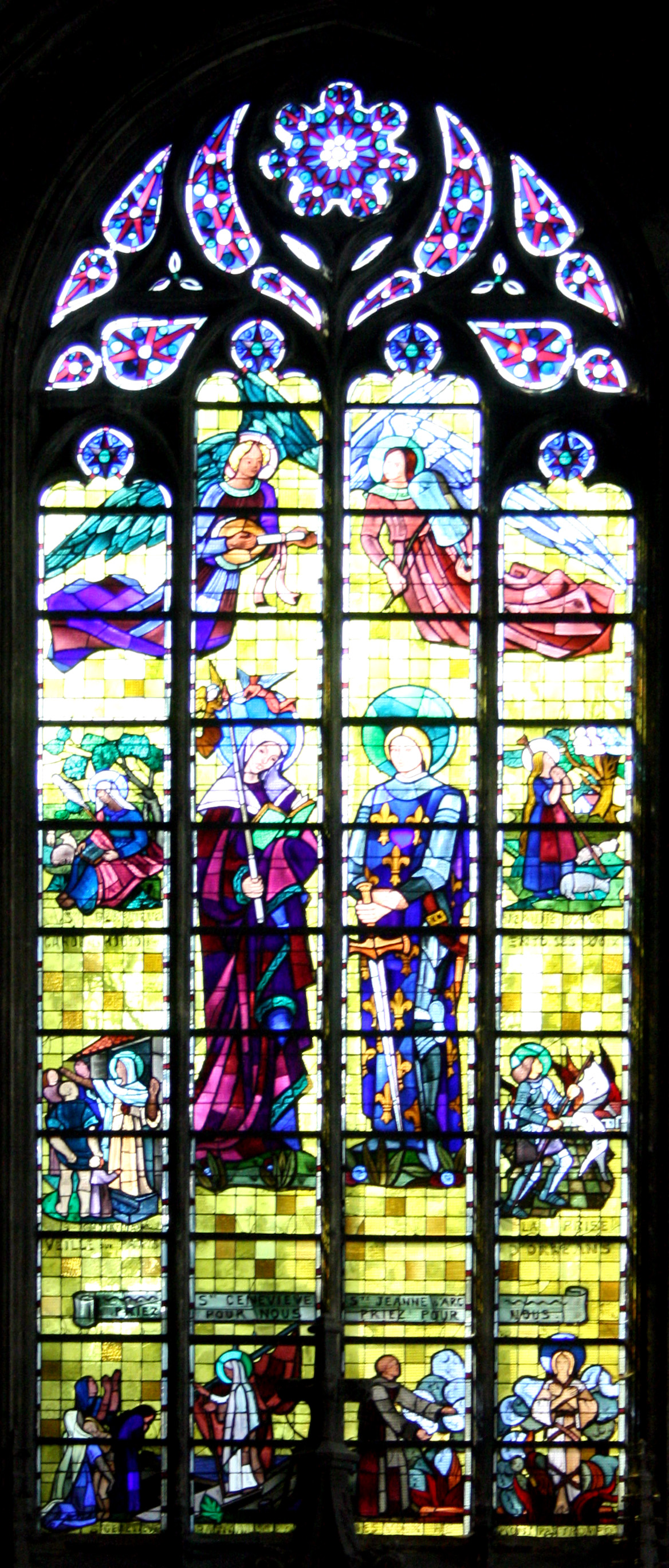
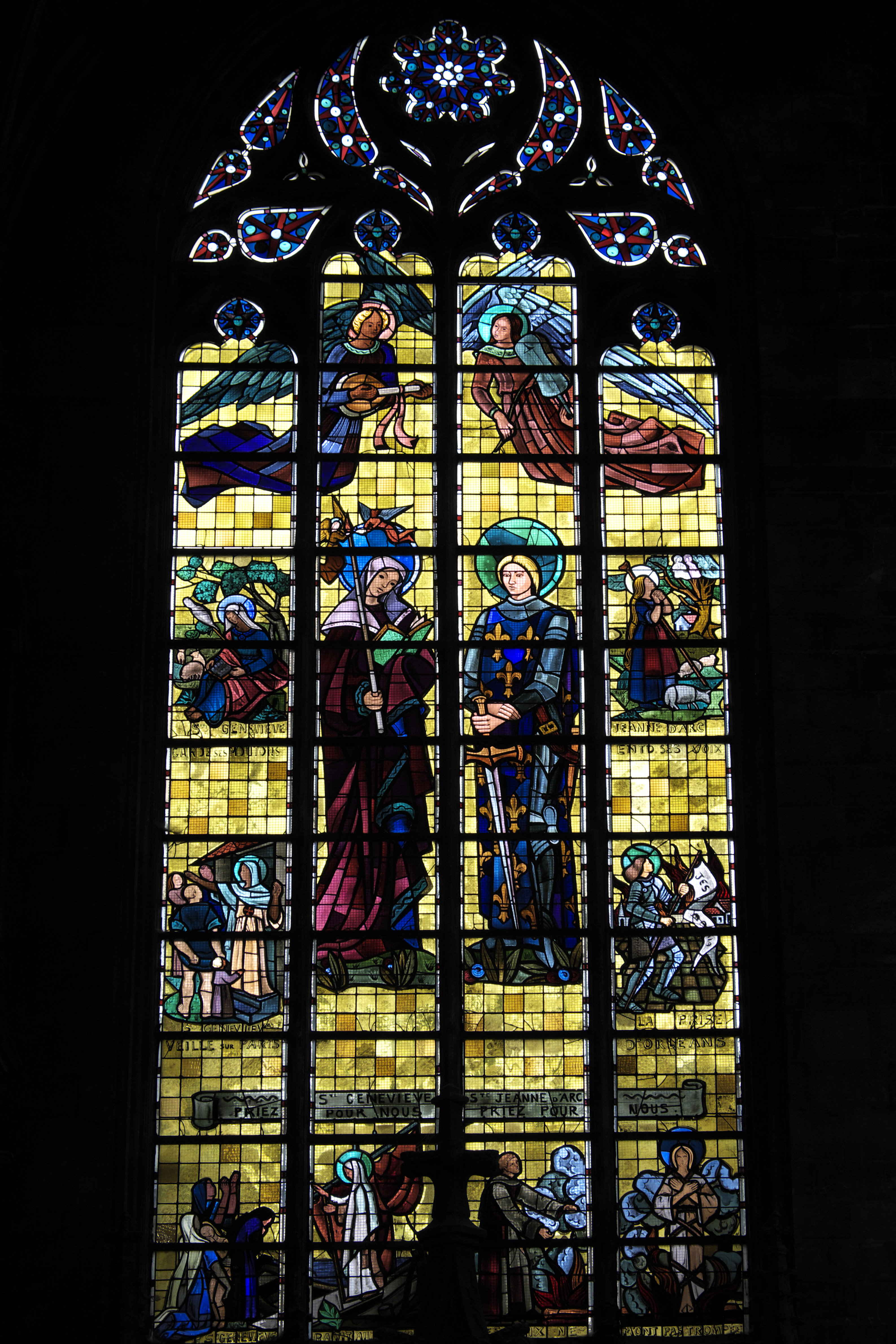

Detalle de las estatuas
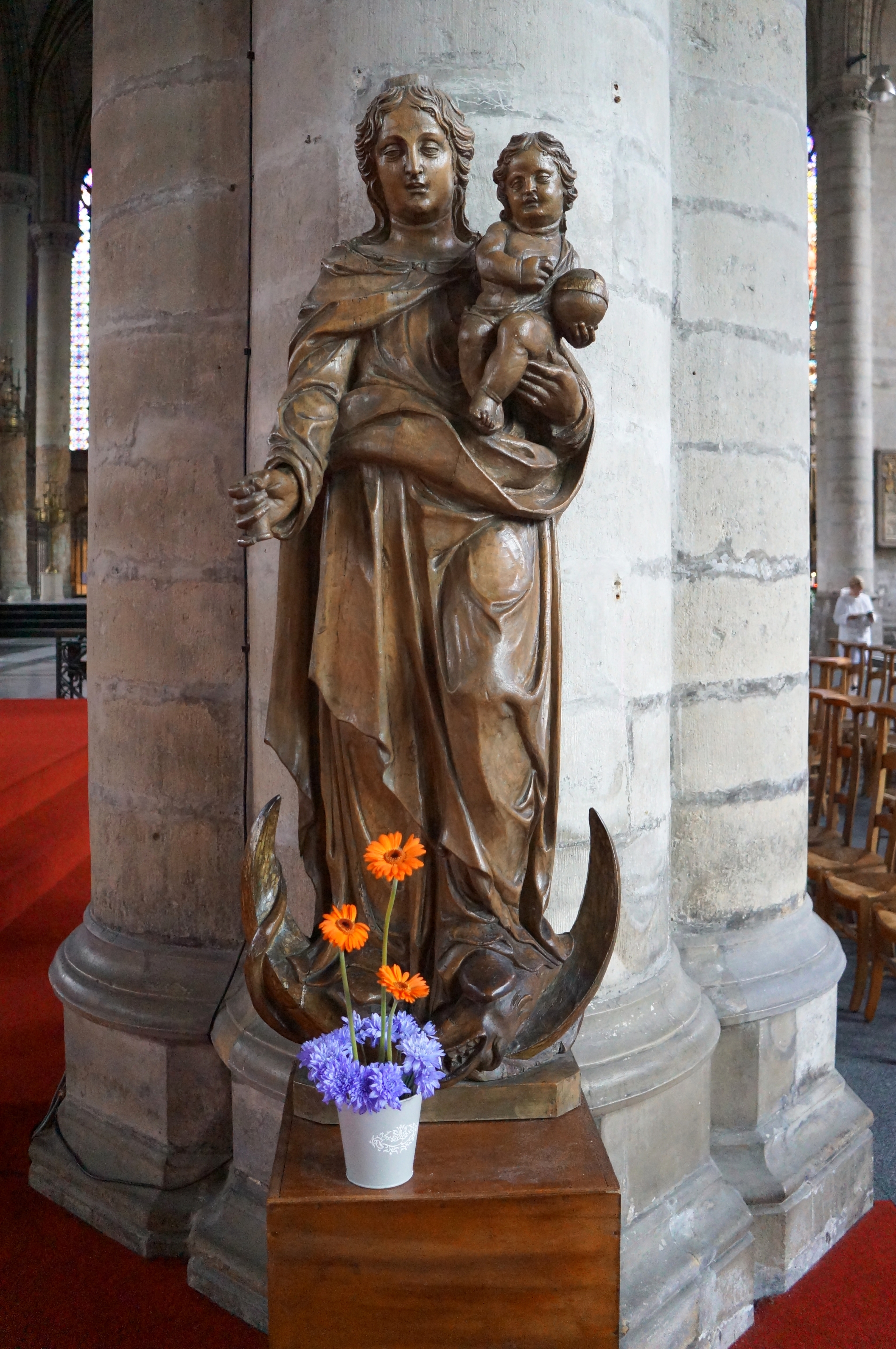
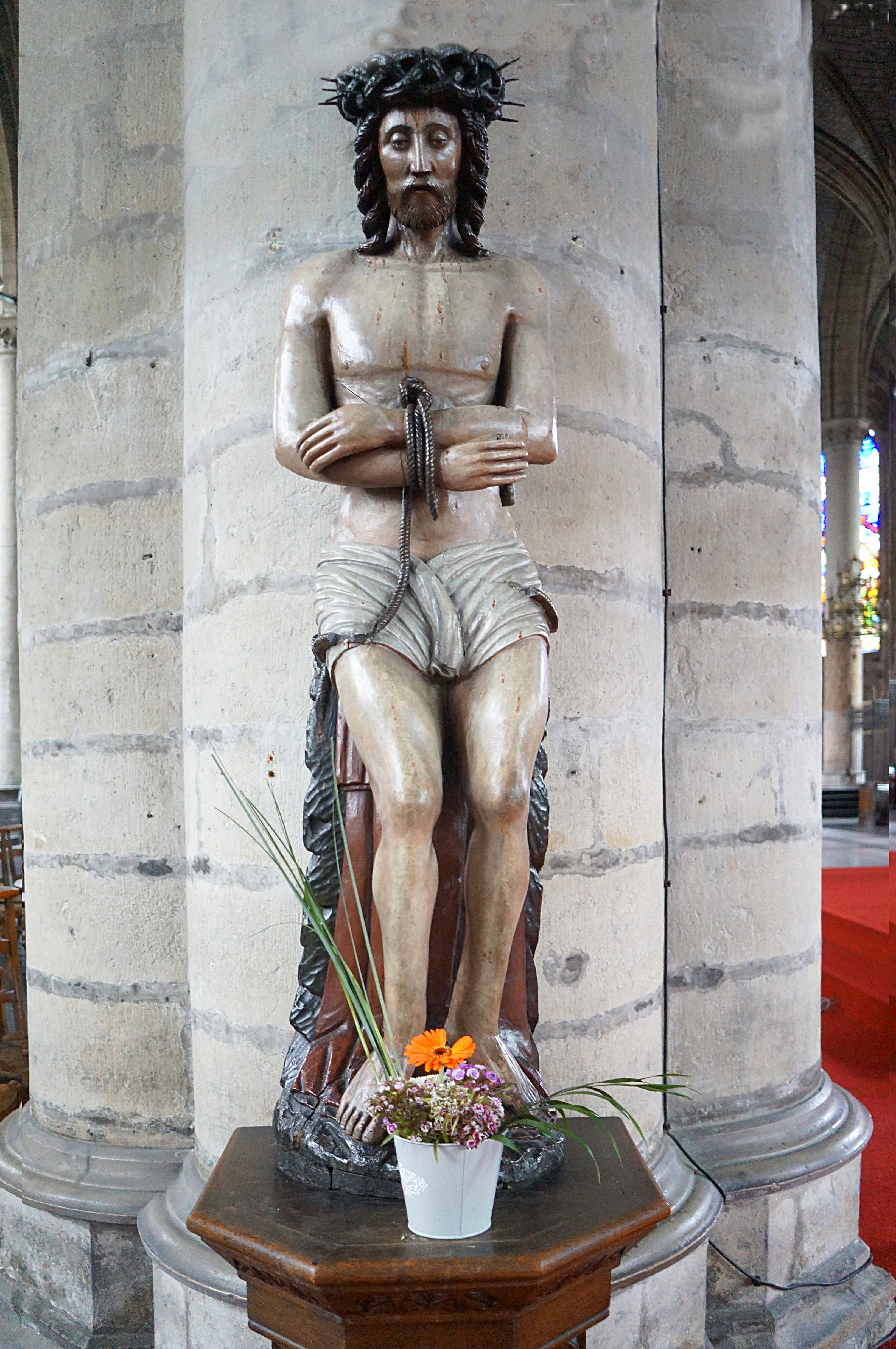
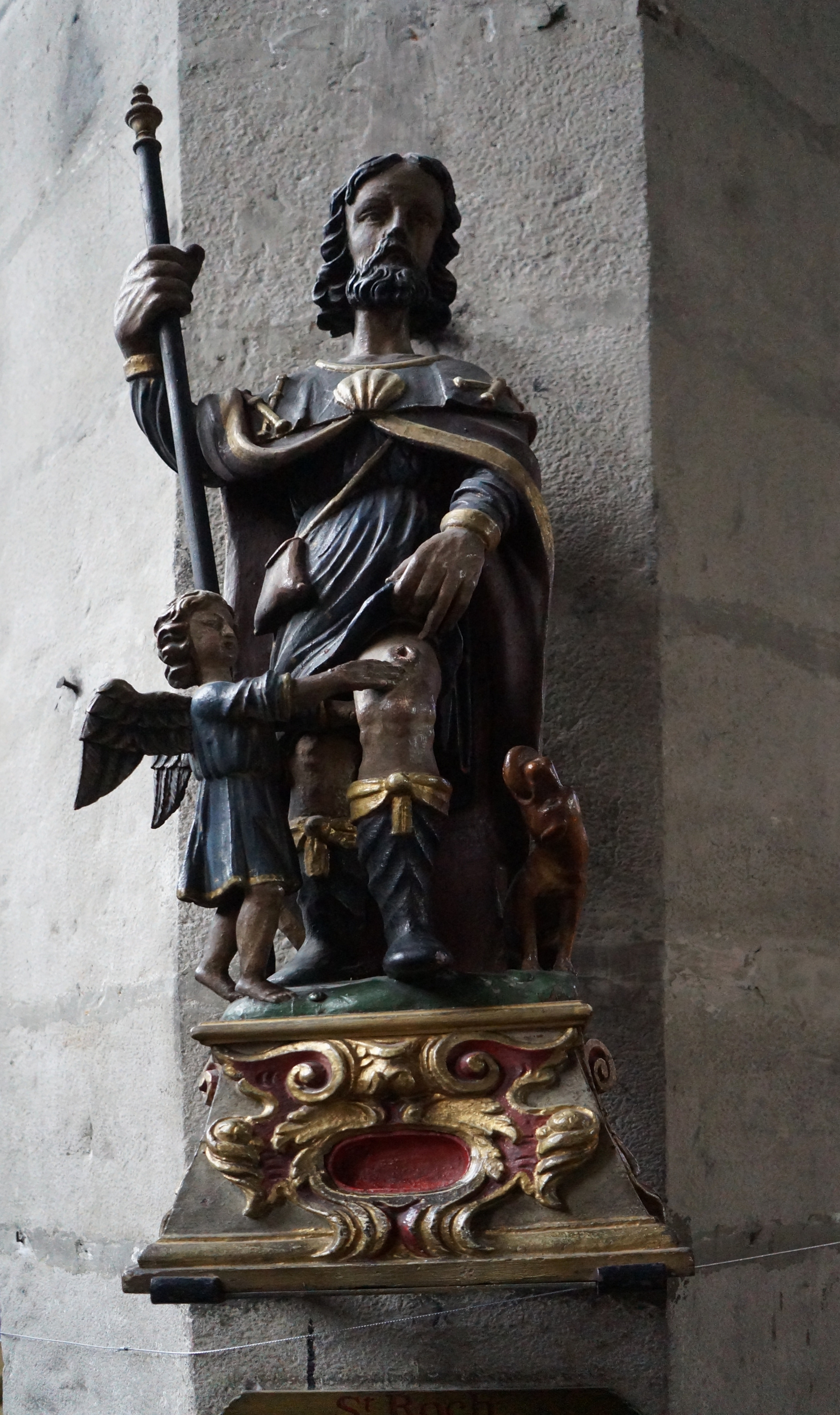

### Órganos
La iglesia de Saint-Maurice tiene dos órganos:
- un gran órgano, en la tribuna, construido en 1877 por los hermanos Edward y Théophile Delmotte (48 juegos repartidos en 3 teclados y un pedalero).
- un órgano de coro, construido en 1882 por Joseph Merklin (13 juegos repartidos en dos teclados y un pedalero).

### Iconografía
- Images de l'église Saint-Maurice sur le site de la bibliothèque numérique de Lille.